# Авдеево (Карелия)
Авде́ево — деревня в Пудожском районе Республики Карелия Российской Федерации. Административный центр Авдеевского сельского поселения.
Стоит на федеральной трассе А-119.

## Название
Прежния название — Авдеевская, Купецкий погост.

## География
Расположена в 34 км к северо-западу от райцентра Пудож на южном берегу озера Купецкого,
Высота над уровнем моря 61 м. Через деревню проходит федеральная автодорога А119 «Вологда — Медвежьегорск».
Ближайшие сёла Октябрьская — в 2 км на север и нежилое Бураково в 1,5 км северо-восток.

## История
До упразднения уездно-губернского деления в 1927 году деревня Авдеевская — волостной центр Авдеевской волости Пудожского уезда Олонецкой губернии.
Купецкий погост относится к наиболее старинному по времени упоминания: «Деревня на Купетцком ж озере у часовне, а ныне поставлена церковь Христов Мученик Егорий…». В 1869 году при Купецком погосте работала церковно-приходская школа. В годы советской власти погост прекратил свое существование. Священник Устьволгский К. А. был репрессирован. Колокола церкви утоплены из-за невозможности перевозки, церкви разрушены.

## Население
| 2002 | 2009 | 2010 | 2013 |
| ---- | ---- | ---- | ---- |
| 486  | ↘484 | ↘413 | ↘351 |

## Известные уроженцы, жители
В прошлом Авдеево  известна своими сказителями былин: Н. А. Ремезовым, И. Т. Фофановым, Н. В. Кигачёвым — участниками Всекарельского съезда сказителей в Петрозаводске в 1939 г..

## Инфраструктура
Личное подсобное хозяйство с зоной сельскохозяйственного использования, индивидуальная застройка усадебного типа.
В селе действует общеобразовательная средняя школа. Школа основана в 1905 г., как Купецкое земское училище, Авдеевский фельдшерско-акушерский пункт.
В 2011 году была создана фольклорная группа д. Авдеево — «Родные напевы». Само название символично: певуньи подхватили незримую творческую нить Авдеевской этнографической группы, прославившей деревню в 70-е годы прошлого века. Группа выступала с отдельными номерами на праздниках села, на краеведческих конференциях в школе. «Родные напевы» принимали активное участие в праздничных мероприятиях, организованных Пудожским РДК. А также принимала участие в праздновании 300-летия Преображенской церкви на о. Кижи и на фестивале Калакунда в г. Петрозаводске. Живёт в деревне дочь талантливого сказочника, мастера долгой сказки М. О. Дмитриева, Антонина Михайловна Батырева, участница первого состава Авдеевской группы.

## Достопримечательности, памятные места
В деревне сохраняется Братская могила советских воинов, партизан и сельских активистов.

## Транспорт
Автобусное сообщение с райцентром. Остановка общественного транспорта «Авдеево». 